# WESA

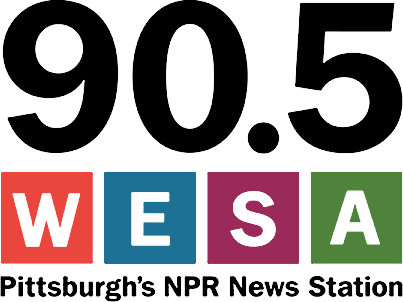
Image utilisé par la radio

WESA, anciennement WDUQ, est une station de radio publique de Pittsburgh, en Pennsylvanie. Elle diffuse du jazz et des informations. Membre du réseau public américain NPR, elle est aussi affiliée aux réseaux Public Radio International et à American Public Media. C'est la radio publique la plus écoutée de la ville de Pittsburgh.

## Histoire
WDUQ commence ses émissions le 15 décembre 1949 en tant que laboratoire d'étude de l'université Duquesne, dont les étudiants se trouvent ainsi en contact avec cette technologie. Elle donne alors accès aux habitants des environs à des programmes d'information et de culture. 
En 1976, la radio commence la diffusion d'émissions de Radio Information Service, un service de lecture pour les non et les mal-voyants;
En 2006 WDUQ a commencé à augmenter la puissance de son signal pour être écoutée plus loin qu'auparavant. Un relais diffuse le signal à Johnston(Pennsylvanie) sur 100.5 FM, à Somerset(Pennsylvanie) sur 104.1 FM, à New Baltimore(Pennsylvanie) sur 92.3 FM, et à Ligonier(Pennsylvanie) sur 104.1 FM.

## Programmation
Actuellement, WESA est le siège de programmes d'information populaires de NPR comme Morning Edition, All Things Considered, Car Talk ou autres. La radio fait également des efforts afin de couvrir l'actualité locale. Elle produit et distribue aussi des programmes à des stations de radio publiques des États-Unis.
Comme la plupart des stations publiques américaines, la majorité du financement de WESA provient de dons individuels.